# Angelo Branduardi
Angelo Branduardi, né le 12 février 1950 à Cuggiono, est un cantautore (auteur-compositeur-interprète) italien.
Il étudie le violon au conservatoire de Gênes où il passe son enfance. Publiant son premier album en 1974, il connaît le succès en France au début des années 1980 avec deux disques d'Or (La Demoiselle et Va où le vent te mène), les paroles françaises de la plupart de ses chansons étant signées Étienne Roda-Gil. Il se fait plus discret dès la fin de la décennie 1980.
Ses musiques sont largement inspirées des musiques du monde ainsi que d'œuvres médiévales ou baroques.

## Biographie
Angelo Branduardi  est né le 12 février 1950 dans une petite ville de la province de Milan, Cuggiono. Sa famille s'installe rapidement à Gênes où il étudie le violon au conservatoire Niccolò Paganini, avant d'être engagé comme soliste dans l'orchestre du Conservatoire. Plus tard, la famille d'Angelo Branduardi déménage à Milan, où il rencontre le poète italien Franco Fortini.
Il s'inscrit d'abord à l'Institut technique du tourisme puis suit des cours de philosophie à l’università Statale (« l'université d'état ») et commence simultanément à composer des chansons. Au début des années 1970, Angelo Branduardi rencontre Luisa Zappa qui écrit la plupart des textes de ses chansons, et devient sa femme.
Multi-instrumentiste (il a lui-même enregistré l'ensemble des instruments pour la musique du film Secondo Ponzio Pilato en 1988), il chante et il joue notamment du violon et de la guitare.
L'artiste enregistre son premier album Branduardi en 1974 en collaboration avec Paul Buckmaster ; avec ses ritournelles, ses berceuses et ses danses populaires, le succès et la reconnaissance viennent à la fin des années 1970. Sa musique est généralement décrite comme une sorte de folk-rock d'influence médiévale.

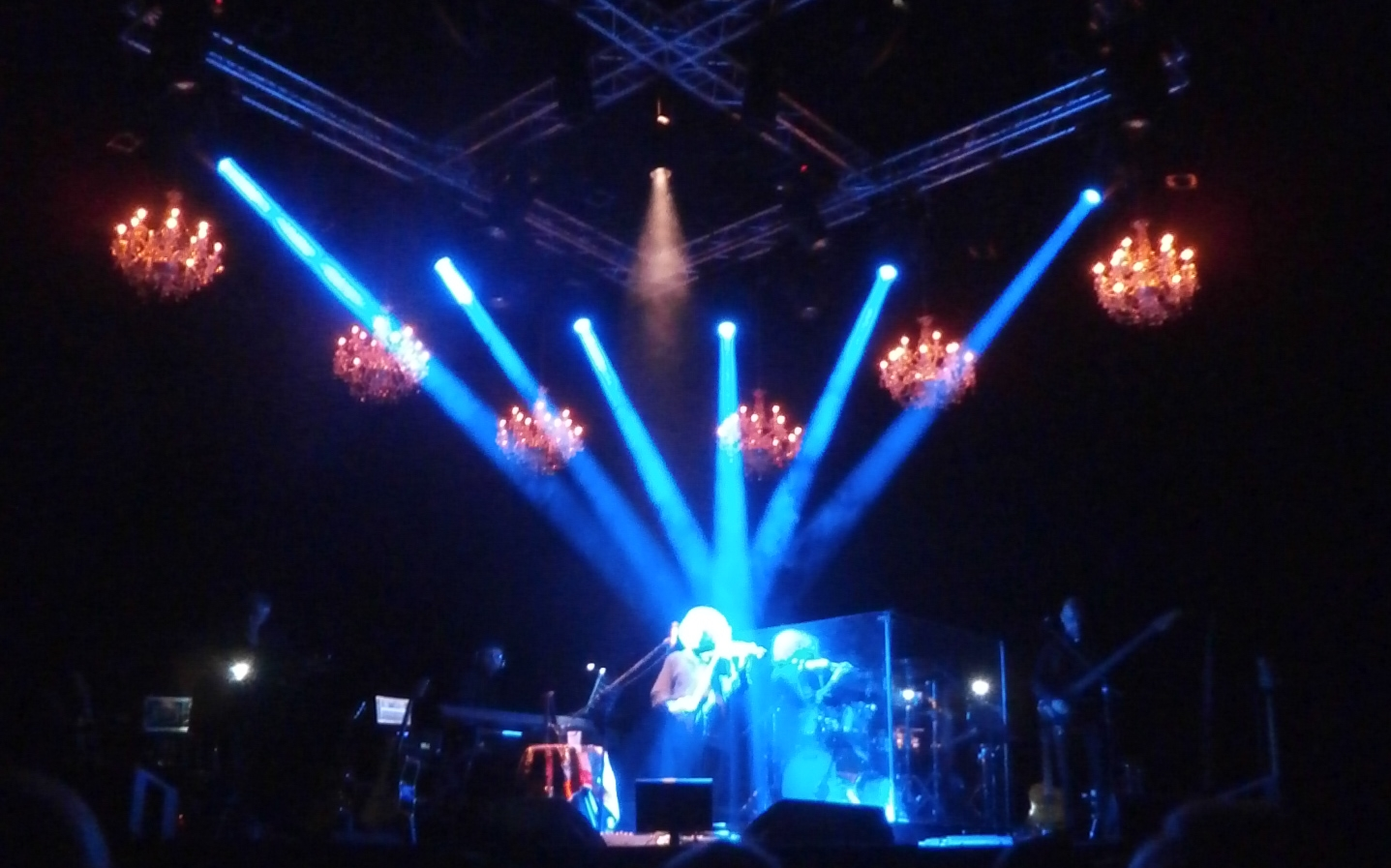
Jeux de lumières à l'Olympia
(Paris, 31 mars 2015).

Il interprète en plusieurs langues — italien, français, anglais, espagnol, langues anciennes — les textes de Serge Essenine, François d'Assise et consacre un album complet à William Butler Yeats, poète irlandais. Par ailleurs Angelo Branduardi s'est associé à plusieurs reprises aux œuvres du compositeur français Alan Simon (Le petit Arthur, Excalibur, la légende des celtes, Gaia). Les paroles de ses albums en français sont pour la plupart signées Étienne Roda-Gil. Branduardi a toutefois confié l'adaptation en français de certaines de ses chansons à Pierre Grosz, Serge Sauvé ou Georges Moustaki. Lors d'une interview accordée le 20 février 2010, Angelo Branduardi confie « qu'il y avait peu de chances aujourd’hui pour qu’il chante d’autres chansons en français après la mort d’Étienne Roda-Gil », survenue en mai 2004. En 2015, toutefois, un album en français, Angelo Branduardi en français. Best of, contient deux inédits dont l'adaptation française est réalisée par Carla Bruni.
Musicien sans concession, il a souvent fui le devant de la scène pour écrire des musiques de films, enregistrer de la musique ancienne (œuvres de Giorgio Mainerio). Éternel amateur, il est présenté comme l'un des derniers troubadours,.

## Distinctions et récompenses
- 4e classe / Officier : Ufficiale Ordine al Merito della Repubblica Italiana (2 juin 2005)[13].
- 1981 : Meilleur artiste de l'année en Allemagne[14].
- 1983 : David di Donatello du meilleur compositeur de musique de film pour State buoni se potete de Luigi Magni[15].
- 1983 : Nastro d'argento (Ruban d'argent) de la meilleure musique de film pour State buoni se potete, de Luigi Magni[16].
- 2019 : Prix Le parole della musica (Varèse, Italie)[17].

## Branduardi et la musique
Angelo Branduardi privilégie l'émotion à la technique pure d'écriture. Il le précise lui-même dans une interview : « Carl Orff a écrit une méthode pour apprendre la musique qui disait à peu près ceci : à chaque note correspond une image. Si tu joues trois notes (une grave, une aiguë, une grave) et que tu demandes à un enfant de dessiner, il dessinera une montagne. Moi, je procède de la même manière. J’ai un son et je lui associe une idée, que ma femme traduit en paroles. »
Si Branduardi qualifie sa musique de « spirituelle », c'est parce qu'il souhaite qu'elle conduise l'auditeur dans une sorte de « voyage intérieur » ; elle semble pourtant simple et c'est peut-être ce qui la rend accessible.

## Discographie sélective
- 1974 : Branduardi '74
- 1975 : La luna
- 1976 : Alla fiera dell'est
- 1977 : La pulce d'acqua
- 1978 :
  - À la foire de l'est (version française de Alla fiera dell'est)
  - Highdown fair (version anglaise de Alla fiera dell'est)
- 1979 : 
  - Cogli la prima mela
  - La demoiselle (version française de La pulce d'acqua) - Disque d'Or en France[20]
- 1980 : 
  - Va où le vent te mène (version française de Cogli la prima mela) - Disque d'Or en France[20]
  - Life is the only teacher (version anglaise de Cogli la prima mela)
  - Fables and fantasies (version anglaise de La pulce d'acqua)
  - Branduardi '74 (version anglaise de Branduardi '74)
  - Gulliver, la luna e altri disegni (réédition de l'album La luna avec ajout du titre Gulliver)
- 1981 : 
  - Confession d'un malandrin (version française de Gulliver, la luna e altri disegni)
  - Branduardi '81 (sorti également, la même année, dans une version française)
- 1983 : Cercando l'oro (sorti également, la même année, dans une version française sous le titre: Tout l'or du monde)
- 1985 : Chansons d'amour, version française de la compilation Canzoni d'amore publié en 1984
- 1986 : Branduardi canta Yeats
- 1988 : Pane e rose (sorti également, la même année, dans une version française sous le titre: Du pain et des roses)
- 1990 : Il ladro
- 1992 : Si può fare
- 1992 : 
  - Musiche da film (compilation de musiques de films)
  - Best of, compilation en français
- 1993 : Ça se fait (version française de Si può fare)
- 1994 : Domenica e lunedì
- 1995 : La Menace (version française de Domenica e lunedì)
- 1996 : Futuro Antico avec l'ensemble « Chominciamento di Gioia »
- 1998 : 
  - Il dito e la luna (paroles de Giorgio Faletti)
  - Il giocatore di biliardo (single extrait de l'album Il dito e la luna)
  - Best of, compilation en français
- 1999 : Futuro Antico 2 (sur les traces des Patriarches) avec l'ensemble « Finisterrae »
- 2000 : L'infinitamente piccolo (des versions éditées hors de l'Italie incluent un ou plusieurs titres en français, allemand, grec ou flamand)
- 2002 : Futuro Antico 3 (Mantoue, la musique à la Cour des Gonzague) avec l'ensemble « Scintille di Musica » de Francesca Torelli
- 2003 : Altro ed altrove, parole d'amore dei popoli lontani
- 2005 : Platinum Collection (compilation comprenant un inédit et des réorchestrations)
- 2007 : Futuro Antico 4 (Venise et le Carnaval) avec l'ensemble « Scintille di Musica » de Francesca Torelli
- 2007 : La Lauda di Francesco, DVD du spectacle
- 2009 : Futuro Antico 5 (Musique de la Sérénissime) avec l'ensemble « Scintille di Musica » de Francesca Torelli
- 2009 : Senza spina (11 enregistrements live à l'Olympia 1986 et 3 inédits studio)
- 2009 : Futuro Antico 6 (Rome et la fête de Saint Jean) avec l'ensemble « Scintille di Musica » de Francesca Torelli
- 2010 : Futuro Antico 7 (Le Carnaval Romain) avec l'ensemble « Scintille di Musica » de Francesca Torelli
- 2011 : Così è se mi pare
- 2013 : Il rovo e la rosa, ballate d'amore e di morte
- 2014 : Futuro antico 8 (Trentin, musique à la cour des Princes évêques) avec l'ensemble « Scintille di Musica » de Francesca Torelli
- 2019 : Il cammino dell'anima (d'après l'œuvre de Hildegarde de Bingen)

## Albums en français

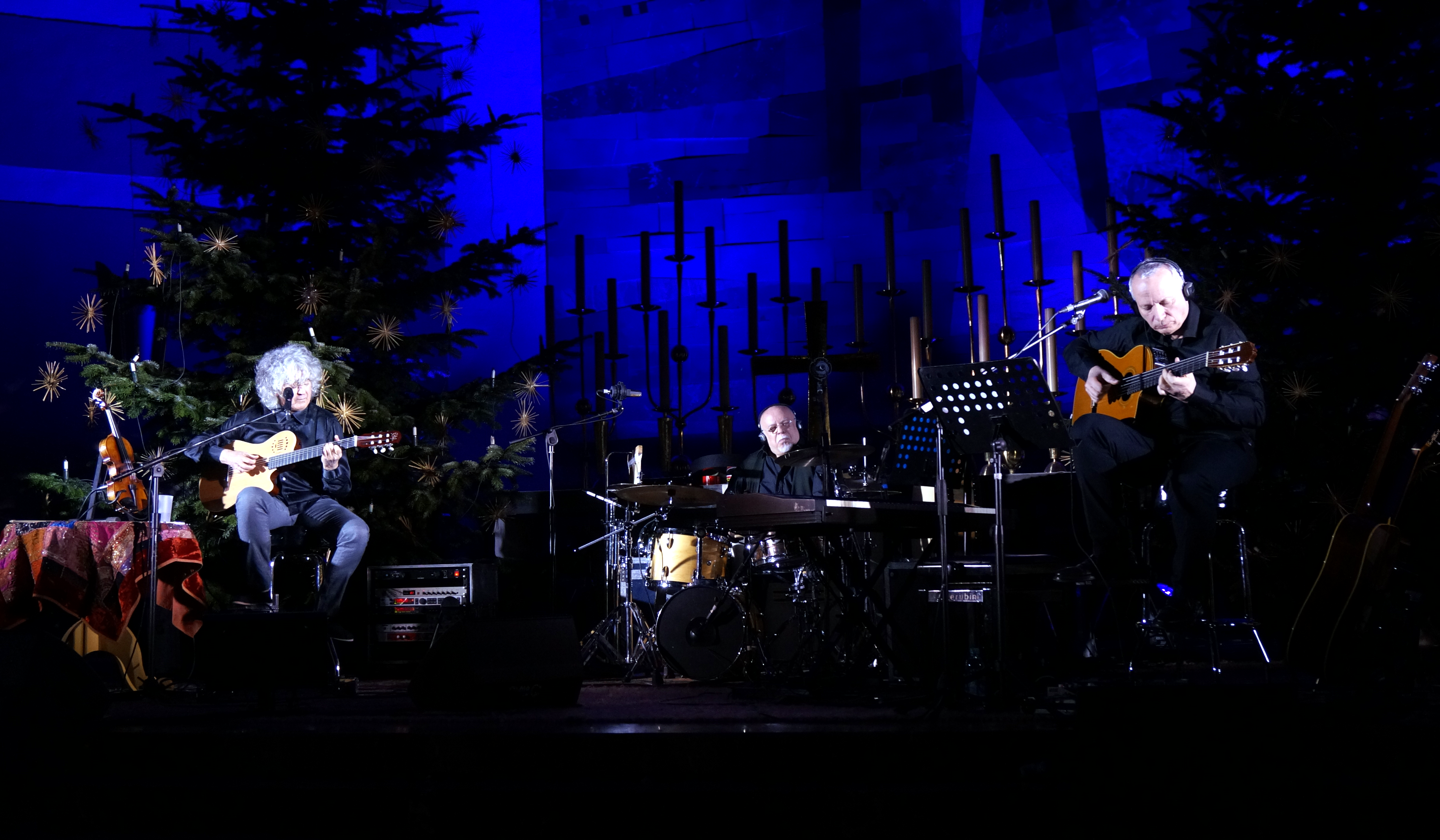
Église Saint-Matthieu, Munich, janvier 2014.
De gauche à droite : Angelo Branduardi (guitare), Ellade Bandini (batterie) et Maurizio Fabrizio (guitare).